# Echter Ehrenpreis
Der Echte Ehrenpreis (Veronica officinalis) oder Wald-Ehrenpreis ist eine Pflanzenart aus der Gattung Ehrenpreis (Veronica) innerhalb der Familie der Wegerichgewächse (Plantaginaceae).

## Beschreibung

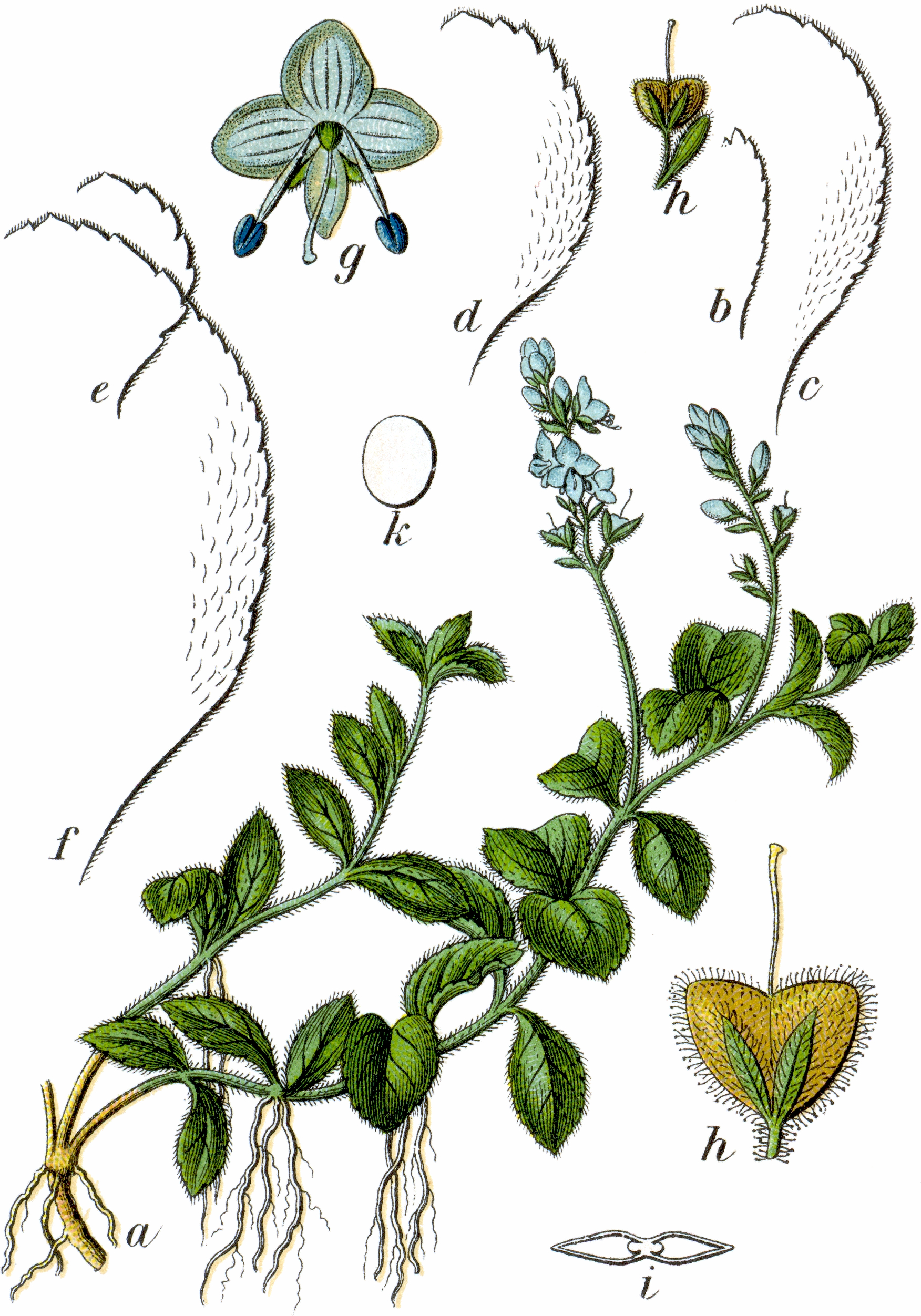
Illustration aus Sturm

### Vegetative Merkmale
Der Echte Ehrenpreis ist eine ausdauernde krautige Pflanze, die Wuchshöhen von 10 bis 20 Zentimetern erreicht. Der niederliegende bis aufsteigende Stängel ist graugrün, meist weich behaart, oben drüsig und wurzelt manchmal. Er bildet vegetativ oft kleine Teppiche. Die gegenständig am Stängel angeordneten Laubblätter sind in Blattstiel und -spreite gegliedert. Der Blattstiel ist mit einer Länge von 2 bis 6 Millimetern relativ kurz. Die einfache, weiche behaarte und meist stumpfe bis abgerundete oder spitze Blattspreite ist elliptisch bis eiförmig oder verkehrt-eiförmig und am Rand gesägt.

### Generative Merkmale
Die Blütezeit reicht von Juli bis September. Sie bilden dichtblütige, gestielte, achselständige und teils drüsig behaarte, traubige Blütenstände.
Die zwittrigen Blüten haben einen Durchmesser von 6 bis 7 Millimetern und eine doppelte Blütenhülle. Der Kelch ist drüsig behaart. Die Kronblätter sind hellblau, blasslila oder weißlich.
Der Fruchtstiel ist kürzer als die kleine, mehrsamige Kapselfrucht. Die drüsig behaarte Kapselfrucht im beständigen Kelch ist herzförmig bis dreieckig und abgeflacht mit Griffelresten. Die kleinen, gelblich-braunen Samen sind scheiben-, linsenförmig.
Die Chromosomenzahl beträgt 2n = 36, seltener 18 oder 34.

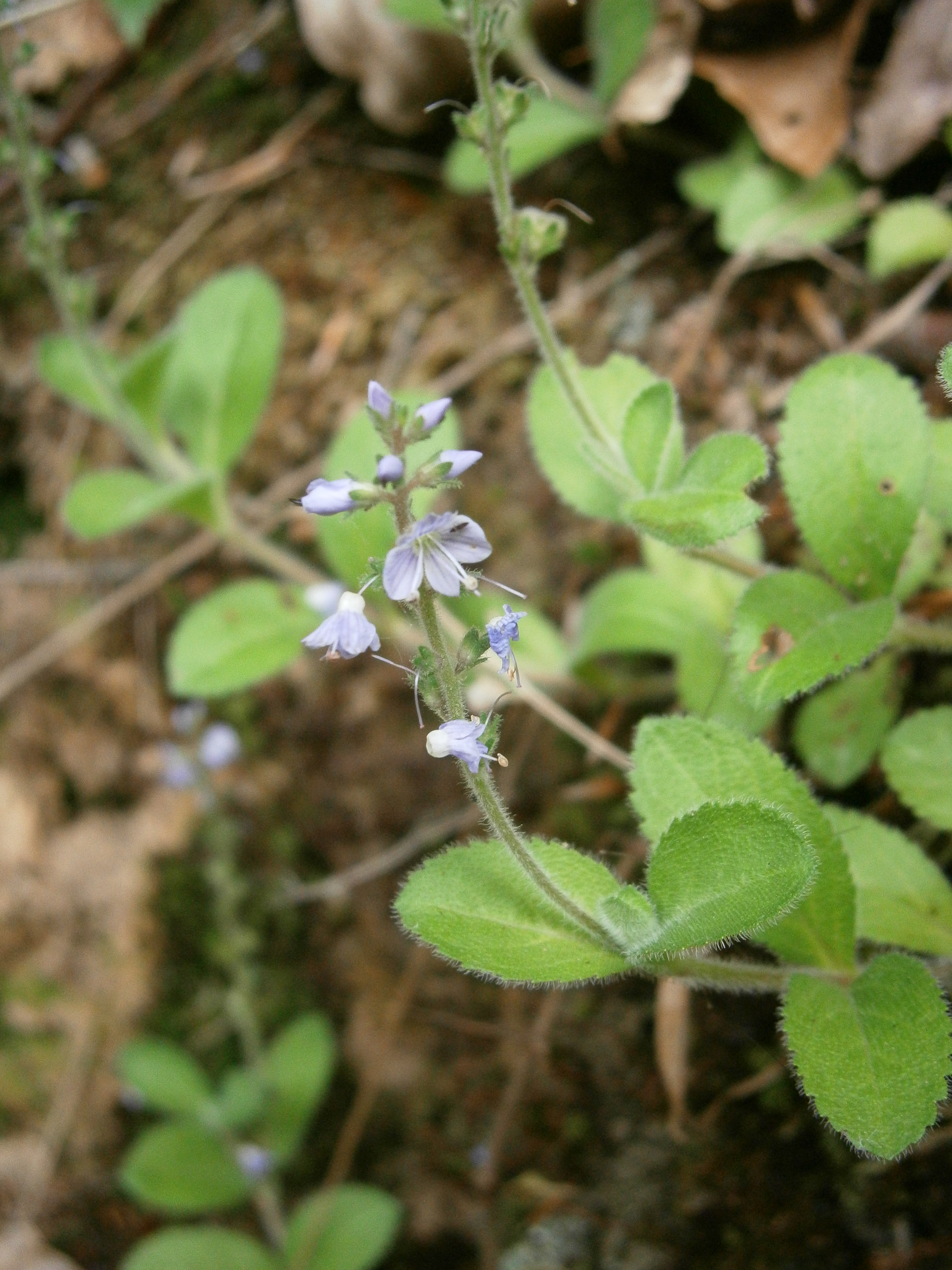
Blütenstand und Laubblätter

## Vorkommen
Das Verbreitungsgebiet des Echten Ehrenpreises umfasst Europa, Vorderasien und Makaronesien. In den Allgäuer Alpen steigt er bis zu einer Höhenlage von 1880 Metern auf.
Der Wald-Ehrenpreis wächst gern auf mäßig trockenen, nährstoffarmen, mehr oder weniger basenreichen, sauren, modrig- oder torfig-humosen, meist steinig-sandigen Lehmböden. Er kommt in Mitteleuropa vor in Gesellschaften der Verbände Quercion roboris, Luzulo-Fagenion, Epilobion angustifolii, aber auch der Klasse Nardo-Callunetea, seltener Vaccinio-Piceetea.
Die ökologischen Zeigerwerte nach Landolt et al. 2010 sind in der Schweiz: Feuchtezahl F = 2 (mäßig trocken), Lichtzahl L = 3 (halbschattig), Reaktionszahl R = 2 (sauer), Temperaturzahl T = 3 (montan), Nährstoffzahl N = 2 (nährstoffarm), Kontinentalitätszahl K = 3 (subozeanisch bis subkontinental).

## Systematik
Man kann folgende Unterarten unterscheiden:
- Veronica officinalis L. subsp. officinalis:
- Veronica officinalis subsp. alpestris (Čelak.) Holub: Sie kommt in Tschechien vor.[8]

## Abbildungen

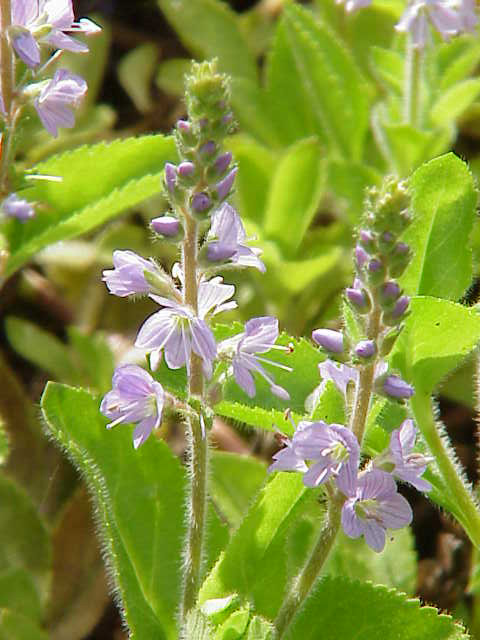
Echter Ehrenpreis, blühend
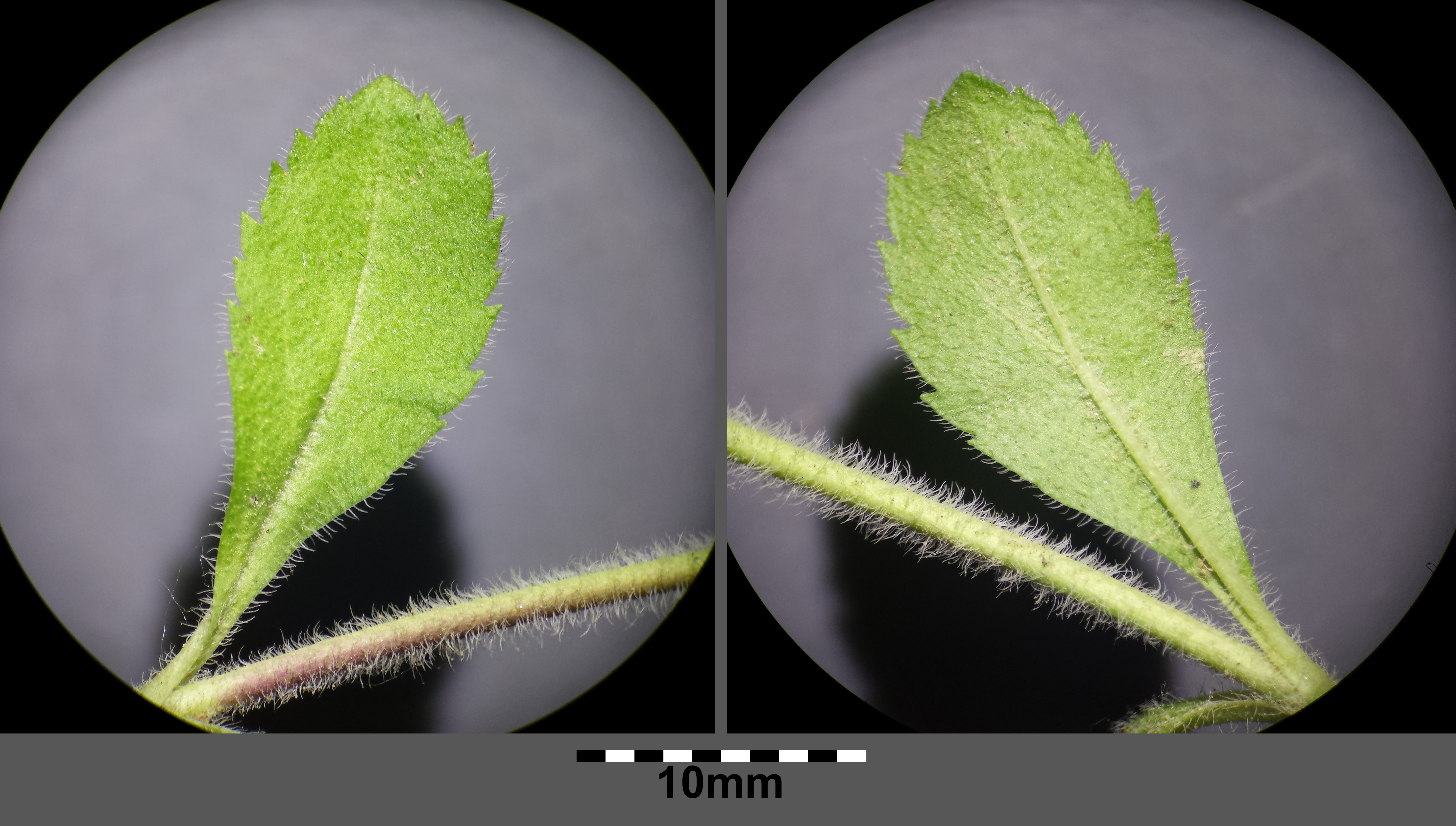
Die Laubblätter sind behaart.
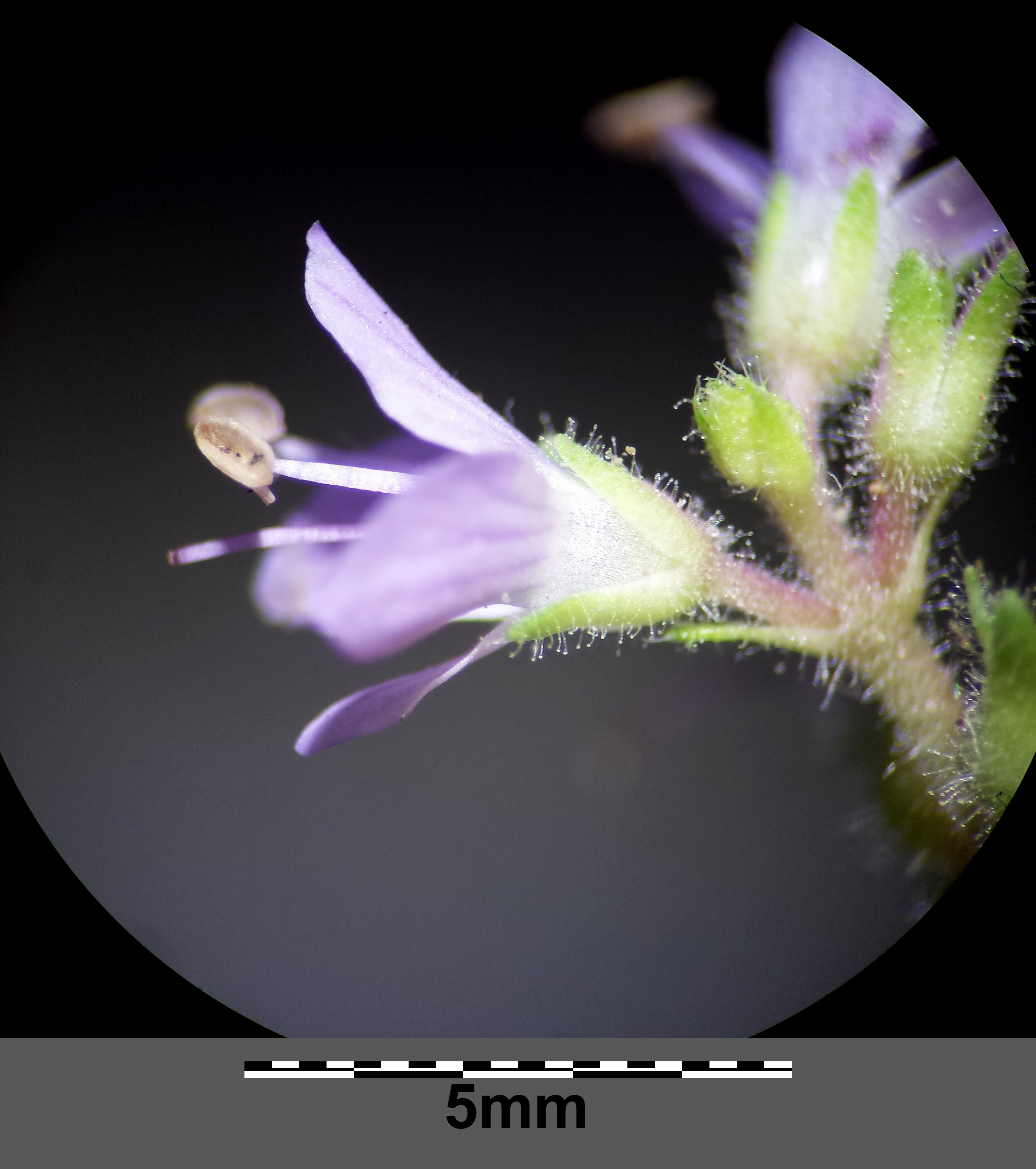
Die Blüten sind sehr kurz gestielt, der Kelch ist drüsig behaart.
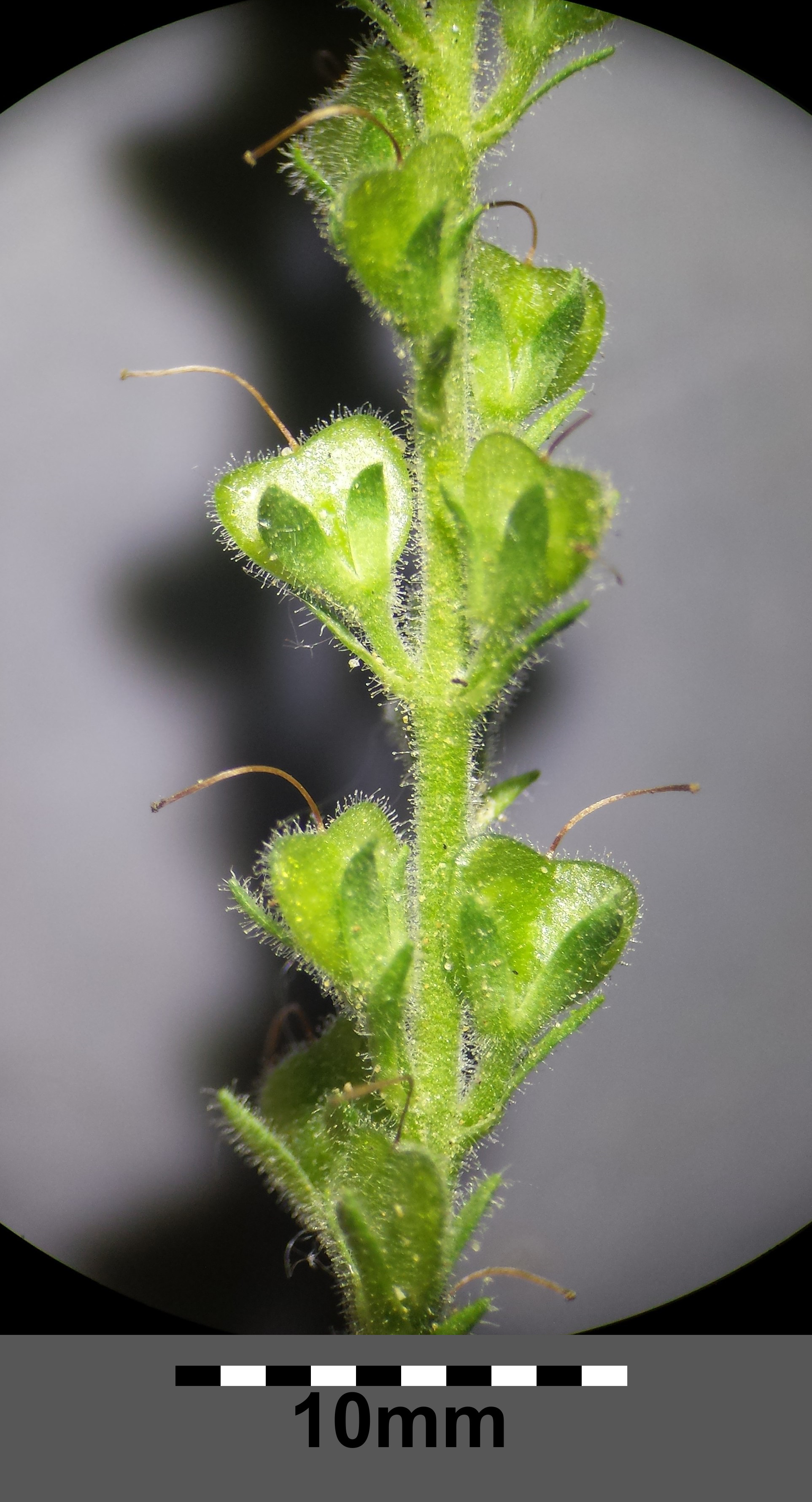
Der Fruchtstand ist dicht drüsig behaart.

## Ökologie
Der Wald-Ehrenpreis ist eine bis 50 Zentimeter tief wurzelnde Kriechpflanze. Er ist sommerwärmeliebend, nässescheu und düngerfeindlich. Die Bestäubung der Blüten erfolgt durch Insekten oder Selbstbestäubung.

## Wichtige Pflanzeninhaltsstoffe
Iridoidglycoside (0,5–1 %) wie Aucubin, Catalpol sowie Catapolester; des Weiteren Flavonoide, besonders Flavone (Apigenin, Luteolin), Triterpensaponine, geringe Mengen Gerbstoffe, Mannitol, β-Sitosterol, Chlorogensäure und Kaffeesäure.

## Medizinische Nutzung

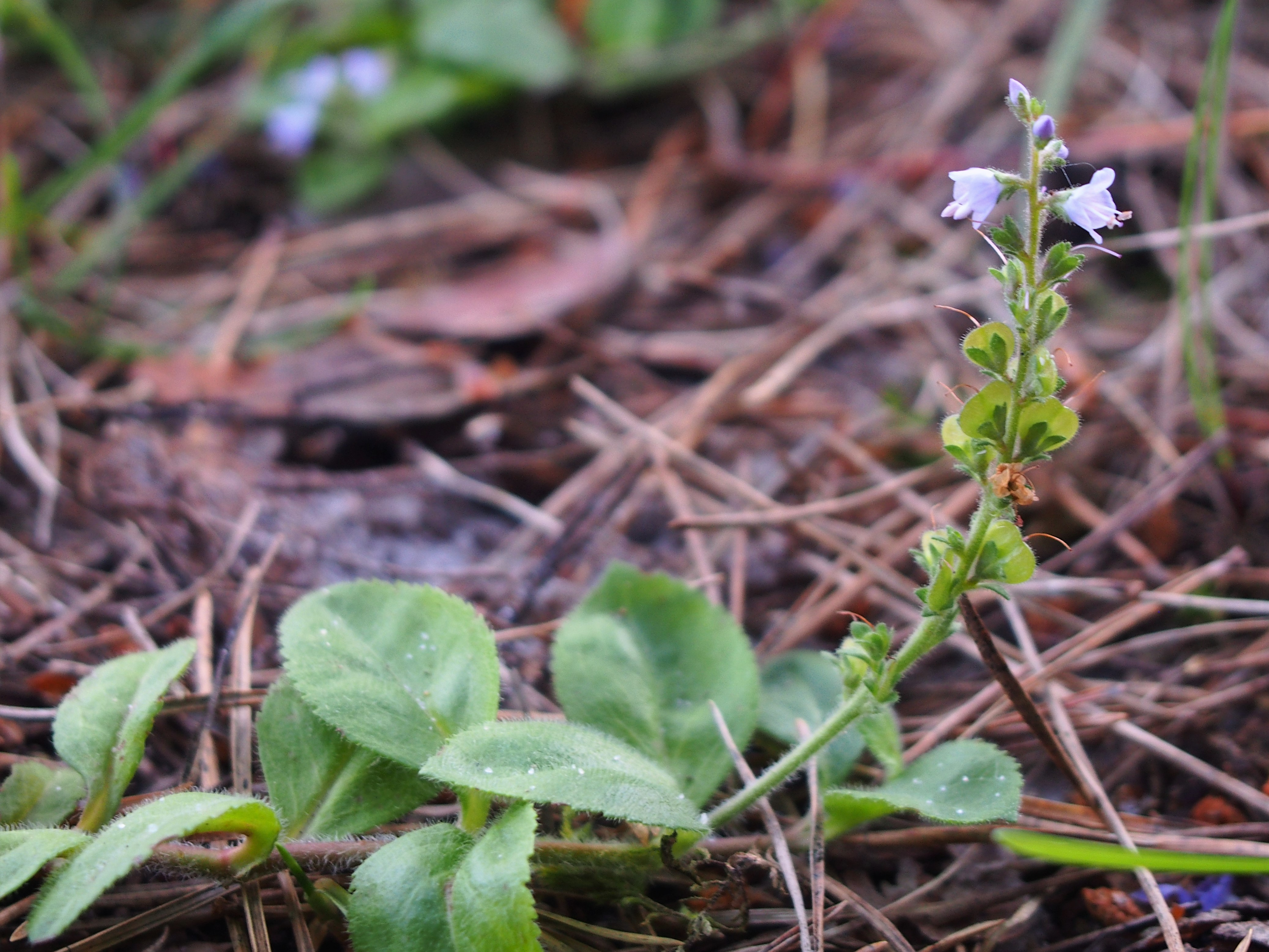
Veronica officinalis

Als Heildroge dienen die getrockneten, zur Blütezeit gesammelten oberirdischen Pflanzenteile des Echten Ehrenpreises (lateinisch Veronica) – Herba Veronicae (Synonyme: Veronicae herba, Herba Betonicae).
Bekannte Wirkstoffe des Ehrenpreises sind Iridoidglykoside wie Catalpol, Veronicosid, Verprosid, Mussaenosid; Flavonoide, Triterpensaponine, Phenolcarbonsäuren (Chlorogensäure, Kaffeesäure), Gerbstoffe.
Das Ehrenpreiskraut wird heute praktisch nur noch in der Volksheilkunde bei einer Vielzahl von Beschwerden eingesetzt, vorrangig bei Erkrankungen und Beschwerden der Atemwege, bei Gicht, Rheuma sowie bei Verdauungsbeschwerden. Heute wird es nur noch vereinzelt in Erkältungsteemischungen empfohlen, wo es eine leichte hustenauswurffördernde Wirkung haben soll.
Äußerlich wird es als Gurgelmittel bei Entzündungen der Mund- und Rachenschleimhäute erwähnt.
Da die Wirksamkeit bisher nicht belegt werden konnte, wird eine Anwendung nicht befürwortet.
Verwendung findet der Echte Ehrenpreis jedoch in homöopathischen Arzneimitteln.

## Trivialnamen
Volkstümliche Bezeichnungen sind unter anderem Arznei-Ehrenpreis, Grundheilkraut, Wundheilkraut, Allerweltsheil und Frauenlist.
Weitere Namen sind Ehrenpreis, Grundheil, Heil aller Schäden, Heil aller Welt, Männertreu und Veronika.

## Geschichte

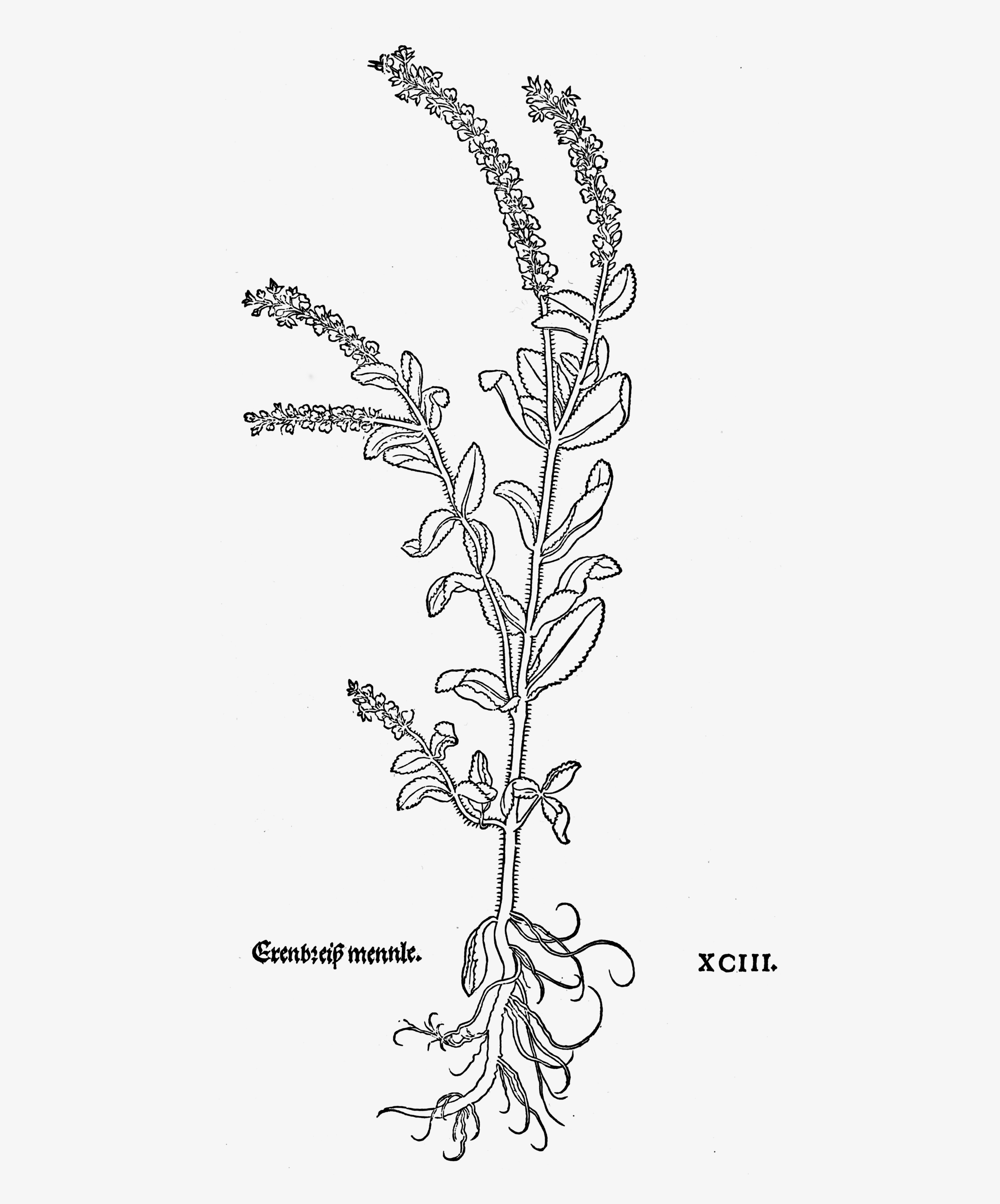
Leonhart Fuchs 1543

Erstmals erwähnt wurde der Echte Ehrenpreis unter den Namen „erenbris“, „veronica“ und „über arzt gruntheil“ im Kleinen Destillierbuch des Hieronymus Brunschwig aus dem Jahre 1500. Brunschwig schrieb die Namensgebung einem französischen König zu, der durch äußerliche Anwendung des aus Ehrenpreis gewonnenen Safts von einer chronischen Hauterkrankung geheilt wurde. Zur Herstellung des Destillats sollte das im Anfang des Monats Juni gesammelte Kraut eine Nacht und einen Tag lang in Wein gebeizt und anschließend im Marienbad destilliert werden. Die von Brunschwig für das Ehrenpreiswasser angegebenen Indikationen waren – entsprechend dem Namen „über arzt grundtheil“ – sehr zahlreich. Sie lassen sich im Wesentlichen in die Rubriken „giftwidrig“ und „blutreinigend“ einordnen.
In seinen lateinischen und deutschen Kräuterbüchern (1530–1537) erwähnte Otto Brunfels den Echten Ehrenpreis nicht. Sein Schüler Hieronymus Bock jedoch beschrieb ihn ausführlich im Anschluss an den Gamander-Ehrenpreis und er bemerkte:

„Vnsere Doctores brauchen das kraut auch / wiewol / sie nichts in der Schrifft darvon wissen / lernen täglich von den Empirischen Weibern / die der Circes Künst können.“

Die Kommission E des ehemaligen Bundesgesundheitsamtes veröffentlichte im März 1989 eine (Negativ-)Monographie über Veronicae herba (Ehrenpreiskraut).

## Sonstiges
Der Bund deutscher Staudengärtner (BdS) wählte den Ehrenpreis (Veronica und Veronicastrum) zur „Staude des Jahres 2007“.
Das junge Kraut kann in der Küche ebenso wie Brunnenkresse zu Salat oder Gemüse verarbeitet werden.